# Pseudodiaptomus pankajus
Pseudodiaptomus pankajus is een eenoogkreeftjessoort uit de familie van de Pseudodiaptomidae. De wetenschappelijke naam van de soort is voor het eerst geldig gepubliceerd in 1992 door Madhupratap & Haridas.